# Elezione del Presidente della Repubblica Italiana del 2022
L'elezione del presidente della Repubblica Italiana del 2022 si è svolta dal 24 al 29 gennaio 2022, da parte del Parlamento italiano in seduta comune integrato dai delegati regionali.
Il presidente uscente è Sergio Mattarella, che viene rieletto all'VIII scrutinio.

## Contesto

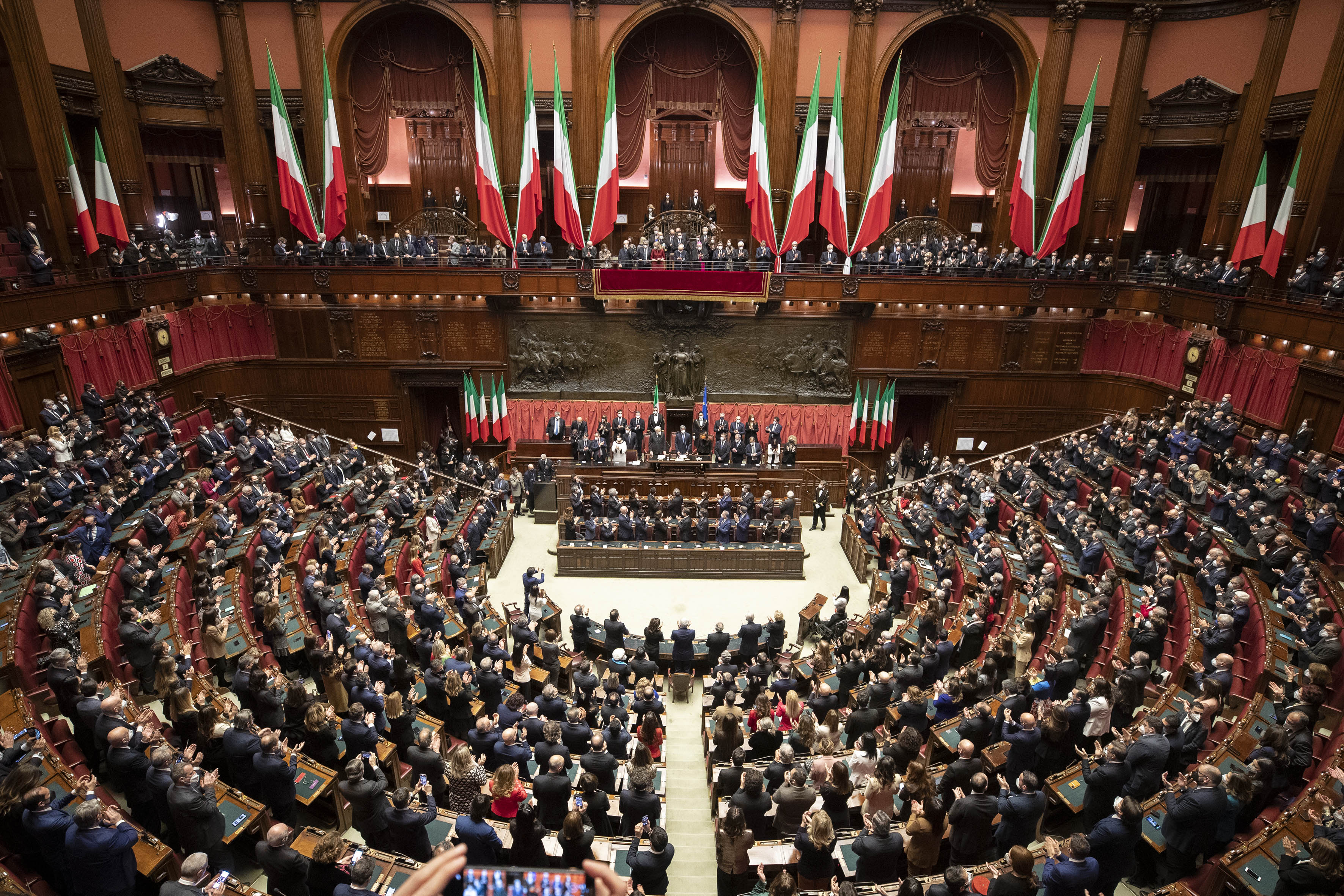
Sergio Mattarella pronuncia il giuramento davanti alle Camere unite il 3 febbraio 2022.

La classe politica italiana giunge all'appuntamento elettorale in un'atmosfera di generale incertezza: da un lato, il Presidente uscente Sergio Mattarella ha ripetutamente manifestato nel corso del 2021 la propria indisponibilità a farsi carico di un secondo mandato presidenziale, richiamando peraltro le riflessioni esposte dai suoi predecessori Antonio Segni e Giovanni Leone; dall'altro, diverse sono state le personalità a rifiutare l'ipotesi di essere candidate all'agone elettorale, tra cui Romano Prodi, Emma Bonino e Liliana Segre. Contestualmente, le ricostruzioni giornalistiche evidenziano la possibilità che venga avanzata la candidatura del Presidente del Consiglio in carica, Mario Draghi; interrogato su tale prospettiva, inedita peraltro nella storia repubblicana d'Italia e per questo a lungo discussa dagli opinionisti del settore, questi manifesta disponibilità verso le istituzioni nazionali, lasciando trasparire, secondo gli addetti ai lavori, un cauto favore.
Frattanto, il 28 dicembre 2021 Azione e +Europa dichiarano per primi le proprie intenzioni di voto, proponendo il nome di Marta Cartabia, Guardasigilli in carica. Il 14 gennaio 2022 è la volta della coalizione parlamentare di centro-destra (Lega, FI, FdI, CI, NcI, UdC), che candida l'ex Presidente del Consiglio Silvio Berlusconi. Il 16 gennaio successivo una formazione eterogenea di opposizione al governo Draghi (Alternativa, Facciamo Eco, PC, PaP e alcuni ex-M5S) candida l'ex vicepresidente della Corte costituzionale Paolo Maddalena, ricevendo quindi l'appoggio di altri partiti minori (Italexit, IdV, PRC). Di fronte all'accesa opposizione di una parte dello schieramento di maggioranza (PD, M5S, IV, LeU) alla candidatura di Berlusconi, quest'ultimo ritira pubblicamente il proprio impegno. Parallelamente, PaP ritira il sostegno a Maddalena alla luce delle sue posizioni contrarie all'aborto e al matrimonio tra persone dello stesso sesso; gli fa seguito Facciamo Eco, che rivolge quindi il proprio appoggio a Marco Cappato.
Il 24 gennaio 2022, data del primo scrutinio, questo va a vuoto, in mancanza di una candidatura condivisa dalla maggioranza di governo, che opta infatti per la scheda bianca. Sorte non dissimile tocca al secondo scrutinio; durante lo svolgimento della votazione, tuttavia, la coalizione di centro-destra annuncia le candidature di Carlo Nordio, Letizia Moratti e Marcello Pera, le quali vengono però rigettate in breve tempo dai rappresentanti del centro-sinistra. Anche durante l'infruttuoso terzo scrutinio è il centro-destra a mantenere l'iniziativa: da un lato, FdI spinge il candidato di bandiera Guido Crosetto; dall'altro, Matteo Salvini propone pubblicamente la Presidente del Senato Maria Elisabetta Alberti Casellati, incontrando nuovamente l'opposizione del centro-sinistra. Nello stesso appuntamento, acquisisce rilevanza la candidatura "dal basso" di Mattarella, nonché la comparsa tra i nominativi più votati di Pier Ferdinando Casini, dato alla vigilia come uno dei possibili compromessi tra i partiti di governo per la corsa quirinalizia.
Il 27 gennaio 2022, al quarto scrutinio, il primo che non prevede il quorum dei due terzi dell'assemblea elettrice, persiste l'impasse di centro-destra (astensione) e di centro-sinistra (scheda bianca). Contemporaneamente, Maddalena ritira la propria candidatura, sostituita per tempo da quella del magistrato Nino Di Matteo. Il 28 gennaio il ritardo nelle decisioni spinge i capigruppo a deliberare il via libera al doppio scrutinio giornaliero. In occasione del quinto scrutinio, il centro-destra torna a sostenere la candidatura di Casellati, scegliendo ufficialmente di votarla: la rinnovata opposizione del centro-sinistra impedisce tuttavia il raggiungimento del quorum, e l'azione di diversi franchi tiratori all'interno dello stesso centro-destra finisce per «bruciare» il nominativo della Presidente del Senato, ritirato già al successivo scrutinio, in cui si conferma invece il trend di crescita del sostegno spontaneo a Mattarella (336 voti). Lo stallo tra i partiti di governo sembra sul punto di risolversi nella serata dello stesso 28 gennaio, grazie a una riunione congiunta tra Matteo Salvini, Enrico Letta e Giuseppe Conte: al termine della stessa, sia Salvini sia Conte rivelano pubblicamente di «star lavorando all'elezione di un Presidente donna», rapidamente identificata dai media nella diplomatica Elisabetta Belloni, direttrice generale del DIS. Il nominativo viene accolto con favore da Fratelli d'Italia, mentre viene immediatamente respinto da Italia Viva, che critica fortemente la scelta di portare al Quirinale il «capo dei servizi segreti», accusando i due leader sopracitati di scarsa «cultura istituzionale»: alla formazione renziana fanno eco Forza Italia (che annuncia di voler discutere la partita quirinalizia con gli altri schieramenti separatamente dagli altri partiti di centrodestra), Liberi e Uguali, Coraggio Italia e ampie frange del Partito Democratico.
Nella mattinata del 29 gennaio, il settimo scrutinio conferma l'incapacità dei leader di partito di trovare candidati di convergenza; emerge in via ufficiosa la candidatura centrista di Casini, che non scalfisce tuttavia il sostegno a Mattarella, mentre Fratelli d'Italia torna sul nominativo di Nordio. Intanto, al termine di un nuovo vertice tra i capipartito della maggioranza, Salvini rivela di aver proposto ventidue diversi nominativi agli alleati di governo, senza successo: apre pertanto alla possibilità, inizialmente esclusa, di chiedere al Presidente Mattarella la disponibilità alla rielezione, incontrando il vano parere contrario di Fratelli d'Italia, che annuncia la rottura della coalizione parlamentare. Alla luce di tali dichiarazioni, Casini chiede pubblicamente ai suoi sostenitori di non votare per lui ai successivi scrutini, nel nome dell'unità politica del Paese, ricevendo successivamente il plauso dei colleghi parlamentari. Dopo un colloquio con il Presidente del Consiglio, Mattarella accoglie al Quirinale prima i capigruppo parlamentari della maggioranza di governo e poi una delegazione di presidenti di regione; al termine di questi incontri, viene annunciata la disponibilità del Presidente uscente a un secondo mandato. L'ottavo scrutinio vede quindi il nominativo di Mattarella raccogliere 759 voti su 1009 elettori (ovvero il 75,2% dell'assemblea), risultando il secondo Presidente eletto più votato nella storia repubblicana dopo Pertini (eletto con 832 voti su 1011: 82,3%) e il terzo per percentuale di suffragi, dopo Pertini e Gronchi (658 voti su 843: 78,1%) e prima di Cossiga (752 voti su 1011: 74,3%).

## Assemblea elettrice

### Convocazione
Ai sensi dell'art. 83 della Costituzione: 
Il 4 gennaio 2022 il Presidente della Camera Roberto Fico ha convocato il Parlamento in seduta comune e i delegati regionali per l'elezione del Presidente della Repubblica per il successivo lunedì 24 gennaio alle ore 15. È coadiuvato nei lavori dalla Presidente del Senato Maria Elisabetta Alberti Casellati.
A causa della pandemia di COVID-19 in corso, l'assemblea elettrice ha adottato procedure particolari volte a prevenire il contagio, abbandonando consuetudini radicate nelle precedenti elezioni presidenziali. L'accesso degli elettori all'aula di Montecitorio può avvenire solo previa esibizione della certificazione verde COVID e con mascherina FFP2. I tradizionali “catafalchi” sono stati sostituiti da cabine più facilmente igienizzabili e gli elettori possono occupare l'aula solo in gruppi di 50 votanti alla volta: ciò, assieme ai lavori di sanificazione, rende possibile un solo scrutinio al giorno per i primi sei giorni di votazione, mentre nell'ultima giornata si opta infine per accelerare le procedure tornando ai consueti due scrutini al giorno. Infine, i "grandi elettori" risultati positivi al COVID possono votare in un seggio mobile appositamente allestito nel parcheggio di Montecitorio.

### Composizione

Composizione del Parlamento in seduta comune per le elezioni presidenziali del 2022

| Partito                                   | Deputati | Senatori | Delegati regionali | Totale |
| ----------------------------------------- | -------- | -------- | ------------------ | ------ |
| Movimento 5 Stelle                        | 157      | 73       | 4                  | 234    |
| Lega                                      | 133      | 63       | 14                 | 210    |
| Partito Democratico                       | 95       | 40       | 19                 | 154    |
| Forza Italia                              | 78       | 49       | 8                  | 135    |
| Fratelli d'Italia                         | 37       | 21       | 5                  | 63     |
| Italia Viva                               | 29       | 14       | 0                  | 43     |
| Coraggio Italia                           | 22       | 8        | 1                  | 31     |
| Alternativa                               | 15       | 2        | 0                  | 17     |
| Articolo Uno                              | 7        | 1        | 0                  | 8      |
| Südtiroler Volkspartei                    | 3        | 3        | 1                  | 7      |
| Facciamo Eco                              | 5        | 0        | 0                  | 5      |
| Unione di Centro                          | 0        | 3        | 2                  | 5      |
| Sinistra Italiana                         | 1        | 3        | 0                  | 4      |
| Azione                                    | 2        | 1        | 0                  | 3      |
| Centro Democratico                        | 3        | 0        | 0                  | 3      |
| Europa Verde                              | 3        | 0        | 0                  | 3      |
| Italexit                                  | 0        | 3        | 0                  | 3      |
| Movimento Associativo Italiani all'Estero | 2        | 1        | 0                  | 3      |
| Noi con l'Italia                          | 3        | 0        | 0                  | 3      |
| Partito Sardo d'Azione                    | 0        | 1        | 1                  | 2      |
| Partito Socialista Italiano               | 1        | 1        | 0                  | 2      |
| Union Valdôtaine                          | 0        | 1        | 1                  | 2      |
| +Europa                                   | 1        | 1        | 0                  | 2      |
| Centristi per l'Europa                    | 0        | 1        | 0                  | 1      |
| Italia dei Valori                         | 0        | 1        | 0                  | 1      |
| noi Di Centro                             | 0        | 1        | 0                  | 1      |
| Partito Comunista                         | 0        | 1        | 0                  | 1      |
| Potere al Popolo!                         | 0        | 1        | 0                  | 1      |
| Unione Sudamericana Emigrati Italiani     | 1        | 0        | 0                  | 1      |
| #DiventeràBellissima                      | 0        | 0        | 1                  | 1      |
| Altri di centrosinistra                   | 5        | 7        | 1                  | 13     |
| Altri di centro                           | 4        | 0        | 0                  | 4      |
| Altri di centrodestra                     | 4        | 0        | 0                  | 4      |
| Altri di maggioranza                      | 5        | 7        | 0                  | 12     |
| Altri di opposizione                      | 14       | 13       | 0                  | 27     |
| Totale grandi elettori                    | 630      | 321      | 58                 | 1009   |

Fonte

### Delegati regionali
Abruzzo
- Marco Marsilio (FdI), presidente della giunta regionale
- Lorenzo Sospiri (FI), presidente del consiglio regionale
- Sara Marcozzi (M5S), consigliere regionale di minoranza

Basilicata
- Vito Bardi (FI), presidente della giunta regionale
- Carmine Cicala (Lega), presidente del consiglio regionale
- Roberto Cifarelli (PD), consigliere regionale di minoranza

Calabria
- Roberto Occhiuto (FI), presidente della giunta regionale
- Filippo Mancuso (Lega), presidente del consiglio regionale
- Nicola Irto (PD), consigliere regionale di minoranza

Campania
- Vincenzo De Luca (PD), presidente della giunta regionale
- Gennaro Oliviero (PD), presidente del consiglio regionale
- Annarita Patriarca (FI), consigliere regionale di minoranza

Emilia-Romagna
- Stefano Bonaccini (PD) presidente della giunta regionale
- Emma Petitti (PD), presidente dell'assemblea legislativa
- Matteo Rancan (Lega), consigliere regionale di minoranza

Friuli-Venezia Giulia
- Massimiliano Fedriga (Lega), presidente della giunta regionale
- Piero Mauro Zanin (FI), presidente del consiglio regionale
- Sergio Bolzonello (PD), consigliere regionale di minoranza

Lazio
- Nicola Zingaretti (PD), presidente della giunta regionale
- Marco Vincenzi (PD), presidente del consiglio regionale
- Fabrizio Ghera (FdI), consigliere regionale di minoranza

Liguria
- Giovanni Toti (Coraggio Italia), presidente della giunta regionale
- Gianmarco Medusei (Lega), presidente del consiglio regionale
- Sergio Rossetti (PD), consigliere regionale di minoranza

Lombardia
- Attilio Fontana (Lega), presidente della giunta regionale
- Alessandro Fermi (Lega), presidente del consiglio regionale
- Dario Violi (M5S), consigliere regionale di minoranza

Marche
- Francesco Acquaroli (FdI), presidente della giunta regionale
- Dino Latini (UdC), presidente del consiglio regionale
- Maurizio Mangialardi (PD), consigliere regionale di minoranza

Molise
- Donato Toma (FI), presidente della giunta regionale
- Salvatore Micone (UdC), presidente del consiglio regionale
- Andrea Greco (M5S), consigliere regionale di minoranza

Piemonte
- Alberto Cirio (FI), presidente della giunta regionale
- Stefano Allasia (Lega), presidente del consiglio regionale
- Domenico Ravetti (PD), consigliere regionale di minoranza

Puglia
- Michele Emiliano (PD), presidente della giunta regionale
- Loredana Capone (PD), presidente del consiglio regionale
- Giannicola De Leonardis (FdI), vicepresidente del consiglio regionale

Sardegna
- Christian Solinas (PSd’Az), presidente della giunta regionale
- Michele Pais (Lega), presidente del consiglio regionale
- Gianfranco Ganau (PD), consigliere regionale di minoranza

Sicilia
- Nello Musumeci (#DB), presidente della giunta regionale
- Gianfranco Miccichè (FI), presidente dell'assemblea regionale
- Nunzio Di Paola (M5S), deputato di minoranza

Toscana
- Eugenio Giani (PD), presidente della giunta regionale
- Antonio Mazzeo (PD), presidente del consiglio regionale
- Marco Landi (Lega), consigliere regionale di minoranza

Trentino-Alto Adige
- Maurizio Fugatti (Lega), presidente della giunta regionale
- Josef Noggler (SVP), presidente del consiglio regionale
- Sara Ferrari (PD), consigliere regionale di minoranza

Umbria
- Donatella Tesei (Lega), presidente della giunta regionale
- Marco Squarta (FdI), presidente del consiglio regionale
- Fabio Paparelli (PD), consigliere regionale di minoranza

Valle d'Aosta
- Erik Lavévaz (UV), presidente della giunta regionale

Veneto
- Luca Zaia (Lega), presidente della giunta regionale
- Roberto Ciambetti (Lega), presidente del consiglio regionale
- Giacomo Possamai (PD), consigliere regionale di minoranza

Fonte

## Elezione

### Preferenze per Sergio Mattarella
| Scrutinio | Voti | Percentuale |
| --------- | ---- | ----------- |
| I         | 16   | 1,6%        |
| II        | 39   | 3,9%        |
| III       | 125  | 12,4%       |
| IV        | 166  | 16,5%       |
| V         | 46   | 4,6%        |
| VI        | 336  | 33,3%       |
| VII       | 387  | 38,4%       |
| VIII      | 759  | 75,2%       |

### 24 gennaio 2022

#### I scrutinio
La seduta è convocata per le ore 15. Per l'elezione è richiesta la maggioranza dei due terzi dei 1008 membri dell'Assemblea.
| Dati votazione | Dati votazione                     |     | Nome               | Nome | Voti |
| -------------- | ---------------------------------- | --- | ------------------ | ---- | ---- |
| Presenti       | 976                                |     | Paolo Maddalena    | 36   |      |
| Votanti        | 976                                |     | Sergio Mattarella  | 16   |      |
| Astenuti       | 0                                  |     | Marta Cartabia     | 9    |      |
| Maggioranza    | 672                                |     | Silvio Berlusconi  | 7    |      |
|                |                                    |     | Roberto Cassinelli | 7    |      |
|                | Guido De Martini                   | 7   |                    |      |      |
|                | Antonio Tasso                      | 7   |                    |      |      |
|                | Umberto Bossi                      | 6   |                    |      |      |
|                | Ettore Rosato                      | 6   |                    |      |      |
|                | Marco Cappato                      | 5   |                    |      |      |
|                | Cesare Pianasso                    | 4   |                    |      |      |
|                | Bruno Vespa                        | 4   |                    |      |      |
|                | Enzo Alaia                         | 3   |                    |      |      |
|                | Maria Teresa Baldini               | 3   |                    |      |      |
|                | Elisabetta Belloni                 | 3   |                    |      |      |
|                | Pier Luigi Bersani                 | 3   |                    |      |      |
|                | Stefania Craxi                     | 3   |                    |      |      |
|                | Giorgio Lauro                      | 3   |                    |      |      |
|                | Claudio Lotito                     | 3   |                    |      |      |
|                | Francesco Rutelli                  | 3   |                    |      |      |
|                | Claudio Sabelli Fioretti           | 3   |                    |      |      |
|                | Amedeo Sebastiani                  | 3   |                    |      |      |
|                | Maria Elisabetta Alberti Casellati | 2   |                    |      |      |
|                | Giuliano Amato                     | 2   |                    |      |      |
|                | Alberto Angela                     | 2   |                    |      |      |
|                | Pier Ferdinando Casini             | 2   |                    |      |      |
|                | Giuseppe Conte                     | 2   |                    |      |      |
|                | Gianluca De Fazio                  | 2   |                    |      |      |
|                | Giancarlo Giorgetti                | 2   |                    |      |      |
|                | Ermanno Leo                        | 2   |                    |      |      |
|                | Antonio Martino                    | 2   |                    |      |      |
|                | Ugo Mattei                         | 2   |                    |      |      |
|                | Giuseppe Moles                     | 2   |                    |      |      |
|                | Carlo Nordio                       | 2   |                    |      |      |
|                | Paolo Siani                        | 2   |                    |      |      |
| Voti dispersi  | Voti dispersi                      | 88  |                    |      |      |
| Schede bianche | Schede bianche                     | 672 |                    |      |      |
| Schede nulle   | Schede nulle                       | 49  |                    |      |      |

Poiché nessun candidato ha raggiunto il quorum richiesto, si procede ad un secondo scrutinio. 
Tra i voti dispersi: Fulvio Abbate, Piero Angela, Alessandro Barbero, Rosy Bindi, Sabino Cassese, Mauro Corona, Giuseppe Cruciani, Vincenzo De Luca, Mario Draghi, Anna Finocchiaro, Nicola Gratteri, Roberto Mancini, Carlo Mazzone, Antonio Razzi, Mario Segni, Liliana Segre, Rocco Siffredi, Alfonso Signorini, Antonio Tajani, Giovanni Trapattoni, Walter Veltroni, Dino Zoff. Un voto espresso per Pepito Sbazzeguti, annoverato tra le schede nulle, così come 3 voti per Bettino Craxi.

### 25 gennaio 2022

#### II scrutinio
La seduta è convocata per le ore 15. Per l'elezione è richiesta la maggioranza dei due terzi dei 1009 membri dell'Assemblea.
| Dati votazione | Dati votazione                     |     | Nome               | Nome | Voti |
| -------------- | ---------------------------------- | --- | ------------------ | ---- | ---- |
| Presenti       | 976                                |     | Paolo Maddalena    | 39   |      |
| Votanti        | 976                                |     | Sergio Mattarella  | 39   |      |
| Astenuti       | 0                                  |     | Renzo Tondo        | 18   |      |
| Maggioranza    | 673                                |     | Roberto Cassinelli | 17   |      |
|                |                                    |     | Ettore Rosato      | 14   |      |
|                | Umberto Bossi                      | 12  |                    |      |      |
|                | Marta Cartabia                     | 8   |                    |      |      |
|                | Giancarlo Giorgetti                | 8   |                    |      |      |
|                | Luigi Manconi                      | 8   |                    |      |      |
|                | Silvio Berlusconi                  | 7   |                    |      |      |
|                | Giuseppe Moles                     | 7   |                    |      |      |
|                | Pier Luigi Bersani                 | 6   |                    |      |      |
|                | Nicola Gratteri                    | 6   |                    |      |      |
|                | Serafino Generoso                  | 5   |                    |      |      |
|                | Cesare Pianasso                    | 5   |                    |      |      |
|                | Stefano Bandecchi                  | 4   |                    |      |      |
|                | Marco Cappato                      | 4   |                    |      |      |
|                | Gianmarco Chiocci                  | 4   |                    |      |      |
|                | Roberto Dipiazza                   | 4   |                    |      |      |
|                | Mario Draghi                       | 4   |                    |      |      |
|                | Enrico Ruggeri                     | 4   |                    |      |      |
|                | Eugenio Sangregorio                | 4   |                    |      |      |
|                | Alberto Angela                     | 3   |                    |      |      |
|                | Maria Teresa Baldini               | 3   |                    |      |      |
|                | Elisabetta Belloni                 | 3   |                    |      |      |
|                | Maria Elisabetta Alberti Casellati | 3   |                    |      |      |
|                | Giorgio Lauro                      | 3   |                    |      |      |
|                | Magnozzi                           | 3   |                    |      |      |
|                | Giulio Prosperetti                 | 3   |                    |      |      |
|                | Francesco Rutelli                  | 3   |                    |      |      |
|                | Raffaele Volpi                     | 3   |                    |      |      |
|                | Fulvio Abbate                      | 2   |                    |      |      |
|                | Giuliano Amato                     | 2   |                    |      |      |
|                | Nicola Armaroli                    | 2   |                    |      |      |
|                | Alessandro Barbero                 | 2   |                    |      |      |
|                | Pier Ferdinando Casini             | 2   |                    |      |      |
|                | Michele Cattarinich                | 2   |                    |      |      |
|                | Giuseppe Chinè                     | 2   |                    |      |      |
|                | Massimo Giletti                    | 2   |                    |      |      |
|                | Ulisse Ianni                       | 2   |                    |      |      |
|                | Toni Iwobi                         | 2   |                    |      |      |
|                | Ugo Mattei                         | 2   |                    |      |      |
|                | Cesare Mirabelli                   | 2   |                    |      |      |
|                | Antonio Razzi                      | 2   |                    |      |      |
|                | Claudio Sabelli Fioretti           | 2   |                    |      |      |
|                | Marco Sciscione                    | 2   |                    |      |      |
|                | Giulio Tremonti                    | 2   |                    |      |      |
| Voti dispersi  | Voti dispersi                      | 125 |                    |      |      |
| Schede bianche | Schede bianche                     | 527 |                    |      |      |
| Schede nulle   | Schede nulle                       | 38  |                    |      |      |

Poiché nessun candidato ha raggiunto il quorum richiesto, si procede ad un terzo scrutinio. 
Tra i voti dispersi: Al Bano, Giorgio Agamben, Amadeus, Claudio Baglioni, Guido Bertolaso, Rosy Bindi, Sabino Cassese, Ugo Cappellacci, Mauro Corona, Guido Crosetto, Gigi D'Agostino, Massimo D'Alema, Domenico De Masi, Christian De Sica, Nino Di Matteo, Nino Frassica, Franco Grillini, Gianni Letta, Claudio Lotito, Roberto Mancini, Pino Masciari, Antonio Martino, Giovanni Rana, Paolo Savona, Mario Segni, Liliana Segre, Paola Taverna, Dino Zoff. Un voto espresso per Augusto Verdirame, annoverato tra le schede nulle.

### 26 gennaio 2022

#### III scrutinio
La seduta è convocata per le ore 11. Per l'elezione è richiesta la maggioranza dei due terzi dei 1009 membri dell'Assemblea.
| Dati votazione | Dati votazione            |     | Nome                   | Nome | Voti |
| -------------- | ------------------------- | --- | ---------------------- | ---- | ---- |
| Presenti       | 978                       |     | Sergio Mattarella      | 125  |      |
| Votanti        | 978                       |     | Guido Crosetto         | 114  |      |
| Astenuti       | 0                         |     | Paolo Maddalena        | 61   |      |
| Maggioranza    | 673                       |     | Pier Ferdinando Casini | 52   |      |
|                |                           |     | Giancarlo Giorgetti    | 19   |      |
|                | Marta Cartabia            | 8   |                        |      |      |
|                | Luigi Manconi             | 8   |                        |      |      |
|                | Pier Luigi Bersani        | 7   |                        |      |      |
|                | Umberto Bossi             | 7   |                        |      |      |
|                | Marco Cappato             | 6   |                        |      |      |
|                | Marco Doria               | 6   |                        |      |      |
|                | Clemente Mastella         | 6   |                        |      |      |
|                | Giuseppe Moles            | 6   |                        |      |      |
|                | Mario Draghi              | 5   |                        |      |      |
|                | Silvio Berlusconi         | 4   |                        |      |      |
|                | Nicola Gratteri           | 4   |                        |      |      |
|                | Elisabetta Belloni        | 3   |                        |      |      |
|                | Paolo Coretti             | 3   |                        |      |      |
|                | Maria Teresa Baldini      | 2   |                        |      |      |
|                | Stefano Bandecchi         | 2   |                        |      |      |
|                | Francesco Cappello        | 2   |                        |      |      |
|                | Umberto Del Basso De Caro | 2   |                        |      |      |
|                | Cesare Pianasso           | 2   |                        |      |      |
|                | Giovanni Sanna            | 2   |                        |      |      |
|                | Marco Sciscione           | 2   |                        |      |      |
|                | Bruno Vespa               | 2   |                        |      |      |
| Voti dispersi  | Voti dispersi             | 84  |                        |      |      |
| Schede bianche | Schede bianche            | 412 |                        |      |      |
| Schede nulle   | Schede nulle              | 22  |                        |      |      |

Poiché nessun candidato ha raggiunto il quorum richiesto, si procede ad un quarto scrutinio.
Tra i voti dispersi: Alberto Airola, Assunta Almirante, Gianluca Atzori, Claudio Baglioni, Alberto Bagnai, Alessandro Barbero, Marino Bartoletti, Emma Bonino, Claudio Borghi, Maria Elisabetta Alberti Casellati, Sabino Cassese, Ugo Cappellacci, Pierluigi Castagnetti, Roberto Castelli, Giuseppe Conte, Giuseppe Cruciani, Rino Formica, Gegia, Giuseppe Genna, Mario Girotti, Loretta Goggi, Miran Košuta, Agazio Loiero, Roberto Mancini, Antonio Martino, Ugo Mattei, Massimo Morini, Antonio Pappalardo, Francesco Rutelli, Giuseppe Sala, Liliana Segre, Marco Tardelli, Marco Tartari, Paola Taverna, Giulio Tremonti.

### 27 gennaio 2022

#### IV scrutinio
La seduta è convocata per le ore 11. Per l'elezione è richiesta la maggioranza assoluta dei 1009 membri dell'Assemblea.
| Dati votazione | Dati votazione         |     | Nome              | Nome | Voti |
| -------------- | ---------------------- | --- | ----------------- | ---- | ---- |
| Presenti       | 981                    |     | Sergio Mattarella | 166  |      |
| Votanti        | 540                    |     | Nino Di Matteo    | 56   |      |
| Astenuti       | 441                    |     | Luigi Manconi     | 8    |      |
| Maggioranza    | 505                    |     | Marta Cartabia    | 6    |      |
|                |                        |     | Mario Draghi      | 5    |      |
|                | Giuliano Amato         | 4   |                   |      |      |
|                | Pier Ferdinando Casini | 3   |                   |      |      |
|                | Maria Teresa Baldini   | 2   |                   |      |      |
|                | Elisabetta Belloni     | 2   |                   |      |      |
|                | Pier Luigi Bersani     | 2   |                   |      |      |
| Voti dispersi  | Voti dispersi          | 20  |                   |      |      |
| Schede bianche | Schede bianche         | 261 |                   |      |      |
| Schede nulle   | Schede nulle           | 5   |                   |      |      |

Poiché nessun candidato ha raggiunto il quorum richiesto, si procede ad un quinto scrutinio.
Tra i voti dispersi: Alberto Airola, Alessandro Altobelli, Silvio Baldini, Alessandro Barbero, Silvio Berlusconi, Sabino Cassese, Pierluigi Castagnetti, Giuseppe Conte, Giuseppe Cruciani, Umberto Del Basso De Caro, Domenico De Masi, Aldo Giannuli, Giancarlo Giorgetti, Franco Grillini, Roberto Mancini, Luciano Manni, Riccardo Muti, Carlo Nordio, Mario Segni, Paola Taverna, Walter Veltroni, Luigi Vicinanza, Dino Zoff.

### 28 gennaio 2022

#### V scrutinio
La seduta è convocata per le ore 11. Per l'elezione è richiesta la maggioranza assoluta dei 1009 membri dell'Assemblea.
| Dati votazione | Dati votazione         |    | Nome                               | Nome | Voti |
| -------------- | ---------------------- | -- | ---------------------------------- | ---- | ---- |
| Presenti       | 936                    |    | Maria Elisabetta Alberti Casellati | 382  |      |
| Votanti        | 530                    |    | Sergio Mattarella                  | 46   |      |
| Astenuti       | 406                    |    | Nino Di Matteo                     | 38   |      |
| Maggioranza    | 505                    |    | Silvio Berlusconi                  | 8    |      |
|                |                        |    | Marta Cartabia                     | 7    |      |
|                | Antonio Tajani         | 7  |                                    |      |      |
|                | Pier Ferdinando Casini | 6  |                                    |      |      |
|                | Mario Draghi           | 3  |                                    |      |      |
|                | Elisabetta Belloni     | 2  |                                    |      |      |
|                | Joseph César Perrin    | 2  |                                    |      |      |
| Voti dispersi  | Voti dispersi          | 9  |                                    |      |      |
| Schede bianche | Schede bianche         | 11 |                                    |      |      |
| Schede nulle   | Schede nulle           | 9  |                                    |      |      |

Poiché nessun candidato ha raggiunto il quorum richiesto, si procede ad un sesto scrutinio.
Tra i voti dispersi: Mario Andretti, Alessandro Barbero, Sabino Cassese, Guido Crosetto, Adriano Galliani, Giancarlo Giorgetti, Nitto Palma e Sandro Ruotolo.

#### VI scrutinio
La seduta è convocata per le ore 17. Per l'elezione è richiesta la maggioranza assoluta dei 1009 membri dell'Assemblea.
| Dati votazione | Dati votazione                     |     | Nome                   | Nome | Voti |
| -------------- | ---------------------------------- | --- | ---------------------- | ---- | ---- |
| Presenti       | 976                                |     | Sergio Mattarella      | 336  |      |
| Votanti        | 531                                |     | Nino Di Matteo         | 41   |      |
| Astenuti       | 444                                |     | Pier Ferdinando Casini | 9    |      |
| Maggioranza    | 505                                |     | Luigi Manconi          | 8    |      |
|                |                                    |     | Mario Draghi           | 5    |      |
|                | Marta Cartabia                     | 5   |                        |      |      |
|                | Elisabetta Belloni                 | 4   |                        |      |      |
|                | Giuliano Amato                     | 3   |                        |      |      |
|                | Maria Elisabetta Alberti Casellati | 2   |                        |      |      |
| Voti dispersi  | Voti dispersi                      | 9   |                        |      |      |
| Schede bianche | Schede bianche                     | 106 |                        |      |      |
| Schede nulle   | Schede nulle                       | 4   |                        |      |      |

Poiché nessun candidato ha raggiunto il quorum richiesto, si procede ad un settimo scrutinio.
Tra i voti dispersi: Alessandro Barbero, Silvio Berlusconi, Rosy Bindi, Sabino Cassese, Claudio Sabelli Fioretti.

### 29 gennaio 2022

#### VII scrutinio
La seduta è convocata per le ore 9:30. Per l'elezione è richiesta la maggioranza assoluta dei 1009 membri dell'Assemblea.
| Dati votazione | Dati votazione |    | Nome                   | Nome | Voti |
| -------------- | -------------- | -- | ---------------------- | ---- | ---- |
| Presenti       | 976            |    | Sergio Mattarella      | 387  |      |
| Votanti        | 596            |    | Carlo Nordio           | 64   |      |
| Astenuti       | 380            |    | Nino Di Matteo         | 40   |      |
| Maggioranza    | 505            |    | Pier Ferdinando Casini | 10   |      |
|                |                |    | Elisabetta Belloni     | 8    |      |
|                | Luigi Manconi  | 6  |                        |      |      |
|                | Marta Cartabia | 4  |                        |      |      |
|                | Mario Draghi   | 2  |                        |      |      |
|                | Emilio Scalzo  | 2  |                        |      |      |
| Voti dispersi  | Voti dispersi  | 9  |                        |      |      |
| Schede bianche | Schede bianche | 60 |                        |      |      |
| Schede nulle   | Schede nulle   | 4  |                        |      |      |

Tra i voti dispersi: Alessandro Barbero, Silvio Berlusconi, Rosy Bindi, Sabino Cassese, Simonetta Di Pippo, Riccardo Muti e Marco Rizzo.
Poiché nessun candidato ha raggiunto il quorum richiesto, si procede ad un ottavo scrutinio.

#### VIII scrutinio
La seduta è convocata per le ore 16:30. Per l'elezione è richiesta la maggioranza assoluta dei 1009 membri dell'Assemblea.
| Dati votazione | Dati votazione                     |    | Nome               | Nome | Voti |
| -------------- | ---------------------------------- | -- | ------------------ | ---- | ---- |
| Presenti       | 983                                |    | Sergio Mattarella  | 759  |      |
| Votanti        | 983                                |    | Carlo Nordio       | 90   |      |
| Astenuti       | 0                                  |    | Nino Di Matteo     | 37   |      |
| Maggioranza    | 505                                |    | Silvio Berlusconi  | 9    |      |
|                |                                    |    | Elisabetta Belloni | 6    |      |
|                | Pier Ferdinando Casini             | 5  |                    |      |      |
|                | Mario Draghi                       | 5  |                    |      |      |
|                | Maria Elisabetta Alberti Casellati | 4  |                    |      |      |
|                | Franco Berrino                     | 2  |                    |      |      |
|                | Sabino Cassese                     | 2  |                    |      |      |
|                | Primo Di Nicola                    | 2  |                    |      |      |
|                | Giancarlo Giorgetti                | 2  |                    |      |      |
|                | Filippo Grassia                    | 2  |                    |      |      |
|                | Marcello Pera                      | 2  |                    |      |      |
| Voti dispersi  | Voti dispersi                      | 18 |                    |      |      |
| Schede bianche | Schede bianche                     | 25 |                    |      |      |
| Schede nulle   | Schede nulle                       | 13 |                    |      |      |

Risulta eletto: Sergio Mattarella (2º mandato).
Tra i voti dispersi: Alessandro Barbero, Marco Cappato, Giuseppe Conte, Guido Crosetto, Franco Grillini, Liliana Segre, Giovanni Trapattoni, Giulio Tremonti, Luca Zaia, Ugo Zampetti.

### Esplicative
1. ↑  Tolto Carlo Doria (PSd'Az).
2. ↑  39 più uno all'interno del gruppo Per le Autonomie (Gianclaudio Bressa).
3. ↑  Tolto Gianfranco Rotondi (Verde è Popolare).
4. ↑  Tolti Antonio De Poli, Paola Binetti, Antonio Saccone (UdC).
5. ↑  Tolto Riccardo Nencini (PSI).
6. ↑  All'interno della componente "IDeA-Cambiamo!-Europeisti-noi Di Centro (Noi Campani)" del Gruppo misto.
7. ↑  All'interno della componente "Alternativa" del Gruppo misto (Pino Cabras, Andrea Colletti, Emanuela Corda, Jessica Costanzo, Francesco Forciniti, Paolo Giuliodori, Alvise Maniero, Raphael Raduzzi, Francesco Sapia, Arianna Spessotto, Rosa Alba Testamento, Raffaele Trano, Andrea Vallascas, Giovanni Vianello, Leda Volpi).
8. ↑  All'interno del Gruppo misto, non iscritti ad alcuna componente (Luisa Angrisani, Mattia Crucioli).
9. ↑  All'interno del gruppo Liberi e Uguali (Pier Luigi Bersani, Federico Conte, Rina De Lorenzo, Federico Fornaro, Roberto Speranza, Nico Stumpo, Maria Flavia Timbro).
10. ↑  All'interno della componente "Liberi e Uguali-Ecosolidali" del Gruppo misto (Vasco Errani).
11. ↑  All'interno della componente "Minoranze linguistiche" del Gruppo misto (Renate Gebhard, Albrecht Plangger, Manfred Schullian).
12. ↑  All'interno del gruppo Per le Autonomie (Meinhard Durnwalder, Dieter Steger, Julia Unterberger).
13. ↑  All'interno della componente "MAIE-PSI-Facciamo Eco" del Gruppo misto (Andrea Cecconi, Lorenzo Fioramonti, Alessandro Fusacchia, Antonio Lombardo, Rossella Muroni).
14. ↑  All'interno del gruppo Forza Italia (Antonio De Poli, Paola Binetti, Antonio Saccone).
15. ↑  All'interno del gruppo Liberi e Uguali (Nicola Fratoianni).
16. ↑  All'interno del Gruppo misto, non iscritti ad alcuna componente (Elena Fattori, Virginia La Mura, Paola Nugnes).
17. ↑  All'interno della componente "Azione-+Europa-Radicali Italiani" del Gruppo misto (Nunzio Angiola, Enrico Costa).
18. ↑  All'interno della componente "+Europa-Azione" del Gruppo misto (Matteo Richetti).
19. ↑  Tolti dai 6 deputati del gruppo Daniela Cardinale (SF), Alessandra Ermellino (Insieme) e Carmelo Lo Monte (indipendente).
20. ↑  Uno all'interno del gruppo Liberi e Uguali (Devis Dori), uno all'interno della componente "Alternativa" del Gruppo misto (Paolo Nicolò Romano) e uno all'interno del Gruppo misto, non iscritto a nessuna componente (Elisa Siragusa).
21. ↑  All'interno della componente "Italexit per l'Italia-Partito Valore Umano" del Gruppo misto (Mario Giarrusso, Carlo Martelli, Gianluigi Paragone).
22. ↑  All'interno della componente "MAIE-PSI-Facciamo Eco" del Gruppo misto (Mario Borghese, Antonio Tasso).
23. ↑  All'interno della componente "MAIE" del Gruppo misto (Ricardo Merlo).
24. ↑  All'interno della componente "Noi con l'Italia-USEI-Rinascimento AdC" del Gruppo misto (Alessandro Colucci, Maurizio Lupi, Renzo Tondo).
25. ↑  Nel gruppo Lega-Salvini premier-PSd'Az (Carlo Doria).
26. ↑  All'interno della componente "MAIE-PSI-Facciamo Eco" del Gruppo misto (Fausto Longo).
27. ↑  All'interno del gruppo "Italia Viva-PSI" (Riccardo Nencini).
28. ↑  All'interno del gruppo Per le Autonomie (Albert Lanièce).
29. ↑  All'interno della componente "Azione-+Europa-Radicali Italiani" del Gruppo misto (Riccardo Magi).
30. ↑  All'interno della componente "+Europa-Azione" del Gruppo misto (Emma Bonino).
31. ↑  All'interno del gruppo Per le Autonomie (Pier Ferdinando Casini).
32. ↑  All'interno della componente "Italia dei Valori" del Gruppo misto (Elio Lannutti).
33. ↑  All'interno della componente "IDeA-Cambiamo!-Europeisti-noi Di Centro (Noi Campani)" del Gruppo misto (Alessandrina Lonardo).
34. ↑  All'interno della componente "Partito Comunista" del Gruppo misto (Emanuele Dessì).
35. ↑  All'interno della componente "Potere al Popolo" del Gruppo misto (Matteo Mantero).
36. ↑  All'interno della componente "Noi con l'Italia-USEI-Rinascimento AdC" del Gruppo misto (Eugenio Sangregorio).
37. ↑  Uno all'interno della componente "Minoranze linguistiche" del Gruppo misto (Emanuela Rossini), tre all'interno del gruppo Liberi e Uguali (Stefano Fassina, Erasmo Palazzotto, Luca Pastorino) e uno all'interno del Gruppo misto, non iscritto ad alcuna componente, eletto con il centrosinistra (Michela Rostan).
38. ↑  Uno all'interno del gruppo Per le Autonomie (Giorgio Napolitano), cinque all'interno della componente "Liberi e Uguali-Ecosolidali" del Gruppo misto (Maurizio Buccarella, Loredana De Petris, Pietro Grasso, Francesco Laforgia, Sandro Ruotolo) e uno all'interno del Gruppo misto, non iscritto ad alcuna componente, eletto con il centrosinistra (Leonardo Grimani).
39. ↑  Uno all'interno del gruppo Forza Italia (Gianfranco Rotondi di Verde è Popolare) e tre all'interno della componente "Centro Democratico" del Gruppo misto (Daniela Cardinale di SF, Alessandra Ermellino di Insieme e l'indipendente Carmelo Lo Monte).
40. ↑  Uno all'interno della componente "Noi con l'Italia-USEI-Rinascimento AdC" del Gruppo misto (Vittorio Sgarbi) e tre all'interno del Gruppo misto, non iscritti ad alcuna componente, eletti con il centrodestra (Giusi Bartolozzi, Stefano Benigni, Claudio Pedrazzini).
41. ↑  All'interno del Gruppo misto, non iscritti ad alcuna componente (Nadia Aprile, Rosalba De Giorgi, Nardo Marino, Giorgio Trizzino, Gloria Vizzini).
42. ↑  Due senatori non iscritti ad alcun gruppo (Renzo Piano, Carlo Rubbia), uno all'interno del gruppo Per le Autonomie (Elena Cattaneo), quattro all'interno del Gruppo misto, non iscritti ad alcuna componente (Gregorio de Falco, Luigi Di Marzio, Mario Monti, Liliana Segre).
43. ↑  All'interno del Gruppo misto, non iscritti ad alcuna componente (Piera Aiello, Massimo Enrico Baroni, Silvia Benedetti, Sara Cunial, Giuseppe D'Ambrosio, Yana Chiara Ehm, Rosa Menga, Maria Laura Paxia, Cristian Romaniello, Doriana Sarli, Michele Sodano, Simona Suriano, Guia Termini e Alessio Villarosa).
44. ↑  All'interno del Gruppo misto, non iscritti ad alcuna componente (Rosa Silvana Abate, Elena Botto, Lello Ciampolillo, Margherita Corrado, Fabio Di Micco, Silvana Giannuzzi, Bianca Laura Granato, Barbara Lezzi, Cataldo Mininno, Vilma Moronese, Nicola Morra, Fabrizio Ortis e Rosellina Sbrana).
45. ↑  315 eletti e 6 a vita.
46. ↑  Il 23 gennaio 2022 è deceduto il deputato di Forza Italia Enzo Fasano; nella mattinata del 24 gennaio è stata individuata come deputata al suo posto Rossella Sessa, dello stesso partito, la cui proclamazione è avvenuta il giorno seguente. Perciò il numero degli aventi diritto nel primo scrutinio raggiungeva il totale di 1008.

### Bibliografiche
1. ↑   Elezione presidente Repubblica, Fico convoca Parlamento 24 gennaio, in Adnkronos, 4 gennaio 2022. URL consultato il 4 gennaio 2022.
2. ↑   Risultati delle votazioni, su parlamento18.camera.it. URL consultato il 29 gennaio 2022.
3. ↑   Quirinale: sei leader in cerca di un presidente, su la Repubblica, 21 dicembre 2021. URL consultato il 31 gennaio 2022.
4. ↑   Mattarella: "Sono vecchio, tra otto mesi potrò riposarmi", in AGI, 19 maggio 2021. URL consultato il 20 gennaio 2022.
5. ↑   Bis al Quirinale? Mattarella ricorda Segni e la sua proposta sulla "non rieleggibilità del presidente della Repubblica", su Il Fatto Quotidiano, 2 febbraio 2021. URL consultato il 31 gennaio 2022.
6. ↑   Quirinale, Mattarella e il secondo mandato: «Anche Leone chiese non rieleggibilità del Presidente della Repubblica», su ilmessaggero.it, 11 novembre 2021. URL consultato il 31 gennaio 2022.
7. ↑   Prodi: "Io al Quirinale? Non è il mio mestiere, mai super partes. Sconfissi Berlusconi perché non mi prese sul serio", in La Repubblica, 29 maggio 2021. URL consultato il 25 agosto 2021.
8. ↑   Emma Bonino dice no al Quirinale: "Nella politica c'è tempo per ogni cosa", in HuffPost, 4 giugno 2021. URL consultato il 25 agosto 2021 (archiviato dall'url originale il 25 agosto 2021).
9. ↑   Liliana Segre: "Presidente della Repubblica? Grazie ma non sono disponibile", in Sky TG24, 29 ottobre 2021. URL consultato il 25 agosto 2021.
10. ↑   Giorgetti ha un piano: Draghi al Colle, Salvini all'opposizione, su HuffPost Italia, 6 gennaio 2022. URL consultato il 31 gennaio 2022.
11. ↑   Nicoletta Cottone, Quirinale, avanza candidatura istituzionale. Torna l’ipotesi Casellati, da Pd e M5S «no» a Frattini, su Il Sole 24 ORE, 27 gennaio 2022. URL consultato il 31 gennaio 2022.
12. ↑   Draghi al Quirinale crea un rompicapo difficile da risolvere, in Pagella Politica, 27 dicembre 2021. URL consultato il 21 gennaio 2022.
13. ↑   Presidenzialismo all'italiana, su la Repubblica, 3 novembre 2021. URL consultato il 31 gennaio 2022.
14. ↑   Evviva Draghi, ma allora tanto vale il presidenzialismo, su HuffPost Italia, 19 gennaio 2022. URL consultato il 31 gennaio 2022.
15. ↑   Draghi si è definito «un nonno al servizio delle istituzioni», in Il Post, 22 dicembre 2021. URL consultato il 21 gennaio 2022.
16. ↑   Draghi vuole andare al Quirinale: "L’opera del governo può continuare al di là di chi lo guida. Se la maggioranza si spacca sul Colle, poi difficile che si ricomponga", su Il Fatto Quotidiano, 22 dicembre 2021. URL consultato il 31 gennaio 2022.
17. ↑   Monica Guerzoni, Draghi resiste al pressing di chi lo invita a «fare una mossa» e «trattare», su Corriere della Sera, 24 gennaio 2022. URL consultato il 31 gennaio 2022.
18. ↑   Quirinale: Calenda, Berlusconi candidato? Impalla discussione, su Agenzia ANSA, 28 dicembre 2021. URL consultato il 31 gennaio 2022.
19. ↑   Il centrodestra dice di voler candidare Berlusconi come presidente della Repubblica, in Il Post, 14 gennaio 2022. URL consultato il 20 gennaio 2022.
20. ↑   Quirinale: ex M5s scelgono candidato, sarà Maddalena, in ANSA, 16 gennaio 2022. URL consultato il 19 gennaio 2022.
21. ↑   Paola Alagia, Quirinale, Paragone: "Silvio non mi ha chiamato, sarebbe stato tempo perso", in Affari Italiani, affaritaliani.it, 17 gennaio 2022. URL consultato il 19 gennaio 2022.
22. ↑   Quirinale, la scelta di comunisti, rifondaroli ed ex M5S: in 40 per il giurista Paolo Maddalena, in La Repubblica (quotidiano), 17 gennaio 2022. URL consultato il 20 gennaio 2022.
23. ↑   Pd e cinquestelle fanno muro: "Berlusconi divisivo e irricevibile", su Agi. URL consultato il 31 gennaio 2022.
24. ↑   Renzi e il Quirinale: «Berlusconi verso il ritiro. Il vertice di centrosinistra? Sembravano Qui, Quo e Qua», su Open, 20 gennaio 2022. URL consultato il 31 gennaio 2022.
25. ↑   Quirinale, passo indietro di Berlusconi: «Rinuncio per responsabilità nazionale. Ora proposta condivisa del centrodestra», in Corriere della Sera, 22 gennaio 2022. URL consultato il 27 gennaio 2022.
26. ↑   Quirinale, Potere al Popolo ritira il sostegno a Paolo Maddalena: “È contro l’aborto e i matrimoni gay”, in Il Fatto Quotidiano, 19 gennaio 2022. URL consultato il 20 gennaio 2022.
27. ↑   Marco Cappato candidato al Quirinale da FacciamoEco/ "Per le battaglie sui diritti", in Il Sussidiario, 24 gennaio 2022. URL consultato il 24 gennaio 2022.
28. ↑   Nicoletta Cottone, Colle, fumata nera, 672 schede bianche al primo voto. Dialogo Letta-Salvini, Draghi parla con i leader, su Il Sole 24 ORE, 24 gennaio 2022. URL consultato il 31 gennaio 2022.
29. ↑   Quirinale: seconda fumata nera. Centrosinistra boccia la terna del centrodestra - Politica, su Agenzia ANSA, 24 gennaio 2022. URL consultato il 31 gennaio 2022.
30. ↑   Sorpresa Crosetto, 114 voti che spiazzano centrodestra - Politica, su Agenzia ANSA, 26 gennaio 2022. URL consultato il 31 gennaio 2022.
31. ↑   Lega, Salvini vuole tentare Conte e Renzi con la carta Casellati, su la Repubblica, 25 gennaio 2022. URL consultato il 31 gennaio 2022.
32. ↑   Quirinale, Salvini risponde a Letta: "Ora da centrosinistra lealtà, velocità e concretezza. Casellati? Non ha bisogno di presentazioni", su Il Fatto Quotidiano, 26 gennaio 2022. URL consultato il 31 gennaio 2022.
33. ↑   ++ Fumata nera a terzo scrutinio, salgono voti a Mattarella ++ - Economia, su ANSA.it, 26 gennaio 2022. URL consultato il 31 gennaio 2022.
34. ↑   Pier Ferdinando Casini, l'uomo dell'equilibrio che da anni studia da presidente, su RaiNews. URL consultato il 31 gennaio 2022.
35. ↑   Anche al quarto scrutinio non è stato eletto il presidente, su Il Post, 27 gennaio 2022. URL consultato il 31 gennaio 2022.
36. ↑   Quirinale, Paolo Maddalena annuncia il ritiro dalla corsa: «Lascio al teatrino della politica», su Open, 26 gennaio 2022. URL consultato il 31 gennaio 2022.
37. ↑   Il magistrato antimafia Di Matteo -candidato al Quirinale per Alternativa e Gruppo Misto - prende 56 voti, su la Repubblica, 27 gennaio 2022. URL consultato il 31 gennaio 2022.
38. ↑   Quirinale, da oggi doppia votazione per l'elezione del presidente, su RaiNews. URL consultato il 31 gennaio 2022.
39. ↑   Quirinale: c.destra voterà Casellati - Ultima Ora, su Agenzia ANSA, 28 gennaio 2022. URL consultato il 31 gennaio 2022.
40. ↑   Valentina Santarpia, Chi sono i 59 parlamentari del centrodestra che non hanno votato Casellati?, su Corriere della Sera, 28 gennaio 2022. URL consultato il 31 gennaio 2022.
41. ↑   Casellati bruciata, caos nel centrodestra, su ANSA.it, 25 gennaio 2022. URL consultato il 31 gennaio 2022.
42. ↑   Il tailleur fortunato, gli sms, il flop ma Casellati in prima fila restò sola, su La Stampa, 29 gennaio 2022. URL consultato il 31 gennaio 2022.
43. ↑   Elezioni presidente della Repubblica, vertice tra Conte Letta e Salvini: trattativa in corso, su iltempo.it. URL consultato il 31 gennaio 2022.
44. ↑   Chi è la “Presidente donna in gamba” proposta da Salvini a capo del Quirinale, su Il Riformista, 28 gennaio 2022. URL consultato il 31 gennaio 2022.
45. ↑   moretti, Quirinale 2022, Conte: "Felice per convergenza su presidente donna", su Adnkronos, 28 gennaio 2022. URL consultato il 31 gennaio 2022.
46. ↑   Meloni: «Tutti vogliono le donne ma poi le impallinano». FdI non ha pregiudizi su Belloni, su Secolo d'Italia, 29 gennaio 2022. URL consultato il 31 gennaio 2022.
47. ↑   moretti, Quirinale 2022, Renzi: "Belloni? Impossibile eleggere capo Servizi", su Adnkronos, 28 gennaio 2022. URL consultato il 31 gennaio 2022.
48. ↑   Elezioni Quirinale, Renzi: «Capo servizi segreti al Quirinale? C'è chi ha cultura istituzionale di un gormito», su ilmessaggero.it, 29 gennaio 2022. URL consultato il 31 gennaio 2022.
49. ↑   Quirinale, il centrodestra si spezza in due: nella notte Forza Italia e cespugli vanno su Casini, su Open, 29 gennaio 2022. URL consultato il 31 gennaio 2022.
50. ↑   Asse Salvini-Conte per un presidente donna. Scoppia il caso Belloni, su Agi. URL consultato il 31 gennaio 2022.
51. ↑   Quirinale, vertice centristi con Fi: uniti su candidatura Casini, su Tgcom24. URL consultato il 31 gennaio 2022.
52. ↑   Quirinale 2022, a Mattarella 387 voti: risultato settimo scrutinio, su Adnkronos, 29 gennaio 2022. URL consultato il 31 gennaio 2022.
53. ↑   Quirinale, Matteo Salvini: «Chiediamo a Mattarella di restare», su video.corriere.it. URL consultato il 31 gennaio 2022.
54. ↑   Salvini apre al bis di Mattarella, su HuffPost Italia, 29 gennaio 2022. URL consultato il 31 gennaio 2022.
55. ↑   Elezioni presidente della Repubblica, Giorgia Meloni delusa da Salvini e dal Mattarella bis, su iltempo.it. URL consultato il 31 gennaio 2022.
56. ↑   Sky TG24, Centrodestra in crisi. Meloni: “Non c'è. Va ricostruito”. Salvini: “Riflettere”, su tg24.sky.it. URL consultato il 31 gennaio 2022.
57. ↑   Pier Ferdinando Casini si sfila: "Togliete il mio nome dalla corsa alla Presidenza", su il Resto del Carlino. URL consultato il 31 gennaio 2022.
58. ↑   Applausi a Casini in Aula dopo l'elezione di Mattarella e l'abbraccio di Letta, su Agi. URL consultato il 31 gennaio 2022.
59. ↑   Quirinale, Mattarella ai capigruppo: "Se serve ci sono", su RaiNews. URL consultato il 31 gennaio 2022.
60. ↑   XVIII legislatura - Sergio Mattarella eletto Presidente della Repubblica [collegamento interrotto], su Camera dei Deputati. URL consultato il 31 gennaio 2022.
61. ↑   Sergio Mattarella rieletto presidente della Repubblica con 759 voti, su RaiNews. URL consultato il 31 gennaio 2022.
62. ↑   Quirinale: Fico convoca Parlamento il 24 gennaio alle 15, in Rai News. URL consultato il 4 gennaio 2022.
63. ↑   Gazzetta Ufficiale: Convocazione del Parlamento in seduta comune. (PDF), su comunicazione.camera.it.
64. ↑   Quirinale, tra norme anti Covid e ricerca dei candidati: il punto sull'elezione, in Sky TG24, 18 gennaio 2022. URL consultato il 18 gennaio 2022.
65. ↑  Quirinale, chi sono i grandi elettori e come vengono scelti i delegati regionali - la Repubblica
66. ↑  Grandi elettori, le Regioni hanno scelto i loro 58 rappresentanti
67. ↑   Quirinale, parte la corsa al Colle: fumata nera, alla Camera prevale la scheda bianca - Politica, in Agenzia ANSA, 24 gennaio 2022. URL consultato il 24 gennaio 2022.
68. ↑   Francesca Galici, Alberto Angela, Bruno Vespa e Amadeus: i voti "vip" per il Colle, in Il Giornale, 24 gennaio 2022. URL consultato il 24 gennaio 2022.
69. ↑   Valeria Forgnone, Laura Mari e Giovanna Vitale, Elezione presidente della Repubblica, terminato il primo scrutinio: 672 schede bianche, è fumata nera. Incontro Letta-Salvini: "Si è aperto dialogo", in La Repubblica (quotidiano), 24 gennaio 2022. URL consultato il 24 gennaio 2022.
70. ↑   L'allegro voto dei grandi elettori: da Claudio Baglioni a Christian De Sica, da Frassica ad Al Bano, in Rai News, 25 gennaio 2022. URL consultato il 30 gennaio 2022.
71. ↑   Fumata nera al terzo scrutinio. Mattarella il più votato, in AGI, 26 gennaio 2022. URL consultato il 30 gennaio 2022.
72. ↑   Voti dispersi: una preferenza anche per Marco Tardelli, in Il Sole 24 Ore, 26 gennaio 2022. URL consultato il 30 gennaio 2022.
73. ↑   I risultati del quarto scrutinio, in HuffPost Italia, 27 gennaio 2022. URL consultato il 27 gennaio 2022.
74. ↑   Quirinale 2022, Sgarbi: "Ho votato Muti, soluzione più semplice è Mattarella bis", Adnkronos, 27 gennaio 2022. URL consultato il 27 gennaio 2022.
75. ↑   Quirinale, quinto scrutinio: i 44 voti "strani", da Alessandro Barbero a Mario Andretti. E quasi la metà (17) sono di area Forza Italia, in Il Messaggero, 28 gennaio 2022. URL consultato il 22 gennaio 2022.
76. ↑   Quirinale, a vuoto anche la sesta votazione, su varesenews.it, 28 gennaio 2022. URL consultato il 28 gennaio 2022.